# 库尔德真主党
库尔德真主党（羅馬化：Hizbullahî Kurdî) ，又名真主党，反土耳其及库工党的库尔德逊尼派伊斯兰主义武装组织，被其批判者贬称为“康特拉党（Party of Contra/Hizbulkontra）、野蛮党（Party of Barbarianism/Hizbulvahşet）、撒旦党（Party of the Devil/Hizbulşeytan）。其也被贬称为“Sofîk”，该词是意为“虔诚的”的“Sofu”的指小词。
库尔德真主党的创始人为侯赛因·维利奥卢，主要受土耳其东南部及移民至土耳其西部城市中的库尔德人支持。在维利奥卢死前的几年里，其意识形态逐渐向库尔德民族主义靠拢。维利奥卢死后，在以撒·阿措的领导下，库尔德真主党解除武装，被拆分为数个组织，其重心也转为慈善。2003年，库尔德真主党在土耳其东南部重建，其意识形态得到了更广泛的传播，不仅在土耳其，还在德国的土耳其库尔德人侨民中具有影响。其与自由事业党（Hüda Par）关系紧密。
除名称相同外，库尔德真主党与真主党、库尔德革命真主党及伊朗库尔德人真主党没有任何关系。